# Eris-Gletscher
Der Eris-Gletscher ist ein Gletscher an der Ostküste der Alexander-I.-Insel vor der Westküste der Antarktischen Halbinsel. Er fließt aus der Douglas Range in östlicher Richtung zwischen Mount Edred und dem Lamina Peak im Norden sowie dem Belemnite Point im Süden zum George-VI-Sund.
Das UK Antarctic Place-Names Committee benannte ihn 2010 nach (136199) Eris, dem nach Pluto zweitgrößten Zwergplaneten des Sonnensystems. 